# ماریس ترینتیگنانت
ماریس بیانونیو ژان پل ترینتیگنانت (انگلیسی: Maurice Bienvenu Jean Paul Trintignant؛ زادهٔ ۳۰ اکتبر ۱۹۱۷ در سنت-سیسل-له-وین، وکلوز – درگذشتهٔ ۱۳ فوریهٔ ۲۰۰۵ در نیم، گار) رانندهٔ مسابقات اتومبیل‌رانی اهل فرانسه بود. او در میان سال‌های ۱۹۵۰ تا ۱۹۶۴ در مسابقات جهانی فرمول یک شرکت کرد. ترینتیگنانت در سال ۱۹۵۴ قهرمان مسابقه ۲۴ ساعته لمانز شد.